# Egor Bogachev
Egor Bogachev (ur. 6 kwietnia 1997 w Moskwie) – niemiecki siatkarz pochodzenia rosyjskiego, grający na pozycji przyjmującego. 

## Sukcesy klubowe
Mistrzostwo Niemiec:
- 2017, 2018, 2019